# Myosorex eisentrauti
Myosorex eisentrauti är en däggdjursart som beskrevs av Heim de Balsac 1968. Myosorex eisentrauti ingår i släktet Myosorex och familjen näbbmöss. Inga underarter finns listade i Catalogue of Life.

## Utseende
Arten når en kroppslängd (huvud och bål) av 71 till 82 mm, en svanslängd av 37 till 42 mm och en vikt av 12 till 15 g. Den har 12 till 13,5 mm långa bakfötter och 6 till 7 mm långa öron. Håren som bildar den mjuka och täta pälsen på ovansidan är gråa vid roten och kastanjebruna till svartbruna vid spetsen. Svansen är enhetlig mörkbrun och klorna är skarpa och långa. De inre framtänderna i överkäken liknar en krok. Honans fyra spenar ligger på bröstet.

## Utbredning och ekologi
Denna näbbmus förekommer endemisk på ön Bioko (Ekvatorialguinea). Den lever där på berget Pic Santa Isabel mellan 2000 och 2400 meter över havet. Området är täckt av fuktiga bergsskogar. Dessutom finns skogsgläntor med gräs.

## Hot
Landskapets förändras till samhällen. Den senaste observationen av arten gjordes 1968 men det förekom inga intensiva sökningar. IUCN kategoriserar arten globalt som akut hotad.